# KLM-Flug 1341
Der KLM-Flug 1341 (Flugnummer: KL1341) ist ein planmäßiger Flug der niederländischen Regionalfluggesellschaft KLM Cityhopper von Amsterdam nach Billund, der jedoch unter einer Flugnummer der KLM durchgeführt wird. Am 29. Mai 2024 ereignete sich vor einem Abflug ein schwerer Zwischenfall, als ein Mitarbeiter des Bodenpersonals vom Triebwerk des Flugzeugs getötet wurde.

## Flugzeug
Bei der betroffenen Maschine handelte es sich um eine Embraer ERJ-190STD aus brasilianischer Produktion, die zum Unfallzeitpunkt vierzehneinhalb Jahre alt war. Die Maschine war im Jahr 2010 endmontiert worden und trug die Werknummer 19000334. Das Flugzeug wurde am 22. Januar 2010 mit dem Luftfahrzeugkennzeichen PH-EZL fabrikneu an die KLM Cityhopper ausgeliefert und von dieser seitdem durchgehend betrieben. Das zweimotorige Regionalverkehrsflugzeug war mit zwei Turbofantriebwerken des Typs General Electric CF34-10EF ausgestattet.
Es befand sich eine nicht näher bekannte Anzahl an Passagieren und Besatzungsmitgliedern an Bord.

## Suizid
Der Pushback der Maschine für den Flug nach Billund war gerade erfolgt und die Embraer sollte zum Startpunkt rollen, als ein Mensch in das laufende linke Triebwerk der Maschine sprang und von diesem getötet wurde. 
Der Tote war laut Polizei ein Mitglied des Flughafenpersonals. Der Mann sei in suizidaler Absicht in das Triebwerk gesprungen. Die Ermittlungsbehörden weigerten sich aus Respekt vor dem Opfer und den Angehörigen, weitere Angaben zu machen.